# Graslandsprachen
Die Graslandsprachen bilden eine große Untereinheit der südlichen bantoiden Sprachen, eines Zweiges der Benue-Kongo-Sprachen, die ihrerseits zur Sprachfamilie der Niger-Kongo-Sprachen gehören.
Die etwa 70 Grasland-Sprachen werden von rund 2,5 Millionen Menschen im Kameruner Grasland im Westen des Landes Kamerun gesprochen. Größere Sprachen (mit 100–300 Tsd. Sprechern) gibt es vor allem in der Bamileke-Gruppe; dazu gehören Ghomala, Yemba, Medumba, Fe’fe’ und Ngiemboon. Weitere Sprachen mit mindestens 100.000 Sprechern sind Bamun, Ngemba (einschließlich Bafut), Meta', Kom und Lamnso'.
Position der Graslandsprachen innerhalb des Niger-Kongo
- Niger-Kongo > Volta-Kongo > Benue-Kongo > Ost-Benue-Kongo > Bantoid-Cross > Bantoid > Süd-Bantoid > Graslandsprachen

Interne Klassifikation der Graslandsprachen
- Grasland
  - West-Momo: Ambele, Atong, Busam
  - Menchum: Befang (Menchum)
  - Grasland im engeren Sinne
    - Bamileke-Nkam
      - Bamileke: Ghomala (250 Tsd.), Yemba (300 Tsd.), Medumba (210 Tsd.), Fe’fe’ (125 Tsd.), Ngiemboon (100 Tsd.),
Ngomba (65 Tsd.), Ngombale (65 Tsd.), Ngwe (50 Tsd.), Mengaka (20 Tsd.), Nda'nda (10 Tsd.), Kwa' (Bakwa)
      - Ngemba: Ngemba (70 Tsd.), Mendankwe (10 Tsd.), Pinyin (25 Tsd.), Bafut (50 Tsd.), Bambili (10 Tsd.), Bamukumbit (19 Tsd.),
Bambuluwe, Kpati †
      - Nkambe: Limbum (80 Tsd.), Yamba (40 Tsd.), Mfumte (25 Tsd.), Ndaktup, Dzodinka, Kwaja, Mbe'
      - Nun: Bamun (200 Tsd.), Mungaka (50 Tsd.), Baba (15 Tsd.), Bambaölang (15 Tsd.), Bagolan (10 Tsd.), Bafanji (10 Tsd.), Bamali, Bamenyam

    - Momo: Meta' (100 Tsd.), Mundani (35 Tsd.), Ngie (30 Tsd.), Ngwo (25 Tsd.), Menka (15 Tsd.), Ngishe, Njen (Njem), Ngamambo
    - Ring
      - Zentrum: Kom (130 Tsd.), Bafumen (65 Tsd.), Oku (40 Tsd.), Babanki, Bum
      - West: Oso (30 Tsd.), Aghem (25 Tsd.), Isu (190 Tsd.), Laimbue, Weh, Fungom
      - Süd: Bamunka (15 Tsd.), Kenswei Nsei (15 Tsd.), Babungo (Vengo) (24 Tsd.), Wuschi (15 Tsd.)
      - Ost: Lamnso' (Nso, Banso) (130 Tsd.)

    - Fum
    - Nde-Gbite
    - Viti

Sprecherzahlen unter 10.000 sind nicht angegeben.